# Hacı Ali
Hacı Ali, auch Haddschi Ali (* ?; † 2. Hälfte des 17. Jahrhunderts) war ein osmanischer Beamter und Chronist.

## Leben
Über das Leben Hacı Alis ist nur sehr wenig bekannt. Er war Sekretär (kâtib) in Ägypten während der Amtszeit des Gouverneurs Sarı Tarhûncu Ahmed Paşa († 1652). In dessen Auftrag übersetzte er 1649 ein arabisches Werk über den Jemen. In einer weiteren Schrift schilderte er seine Erlebnisse und Erfahrungen auf dem Haddsch nach Mekka (1663–1664). Als Sekretär des Sultans-Hofes (divan-i hümayun kâtibi) schrieb er 1672 ein Tagebuch (ruzname) über den Feldzug gegen Polen und die Kosaken.

## Werk

### Beschreibung des Jemen
1649 übersetzte Hacı Ali im Auftrag des Gouverneurs von Ägypten eine arabische Beschreibung des Jemen von Qutb ad-din Muhammad b. Ahmad, betitelt Barq al-Yamani fi 'l-Fath al-'Uthmani, ins Osmanische unter dem Titel Ahbarü'l-Yemani (“Beschreibung des Jemen”). Dieses Werk enthält neben einer direkten Übertragung des arabischen Textes auch eigene Kapitel als Ergänzung. Der Originaltext endet z. B. mit der Schlacht bei Dalq al-Wadi (La Goulette in Tunesien) 1574 durch Koca Sinan Paşa († 1596), Hacı Ali hat diesen historischen Abschnitt bis in seine Zeit erweitert.
Das Werk besteht aus einer Einleitung, fünf Hauptabschnitten und einer Zusammenfassung. In der Einleitung erklärt Hacı Ali den Anlass für seine Übersetzung und die vorgenommenen Änderungen. Im ersten Abschnitt (15 Kapitel) gibt er einen Überblick der Geschichte des Jemen und der lokalen Stammesführer bis zum osmanischen Einmarsch. Der zweite Abschnitt (36 Kapitel) begründet den Einmarsch der Osmanen, der dritte (60 Kapitel) behandelt den Feldzug Koca Sinan Paşas und der vierte (11 Kapitel) nennt die osmanischen Wesire und Generalgouverneure des Jemen von Sinan Paşa bis Haydar Paşa. Im fünften Abschnitt (5 Kapitel) nennt er die Gründe für die Aufstände der jemenitischen Stammesfürsten und Imame und in der Zusammenfassung beschreibt und erklärt er unter anderem auch die Unterbrechung der osmanischen Herrschaft von 1620 bis 1621.
Manuskript Ahbarü'l-Yemani in der Süleymaniye Kütüphanesi (Bücherei), Hamidiye 886.

Bearbeitung 1668 durch Mustafa bin Ibrahim, mit Kommentaren (şerh) versehen.

Bearbeitung 1671 durch Mustafa bin Rızvan, der die Kommentare in den Fließtext einfügte und den Titel in Telhisü'l-barkü'l-Yemani (“Zusammenfassung der Beschreibung des Jemen”) änderte (Süleymaniye Kütüphanesi, Hamidiye 921).

### Neuigkeiten der Pilger
Von 1663 bis 1664 reiste Hacı Ali auf seinem Haddsch in den Hedschas. Er beschreibt in Tuhfetü'l-Hüccac (“Neuigkeiten der Pilger”) in einer Einleitung und sechs Kapiteln seine Beobachtungen und Reisestationen.
Eine Kopie des Manuskriptes ist in der Süleymaniye Kütüphanesi, Esad Efendi 386/6 vorzufinden.

### Die Eroberung von Kamjanez-Podilskyj
Fethname-i Kamaniçe (“Die Eroberung von Kamjanez-Podilskyj”) ist ein Feldzugs-Tagebuch des Osmanisch-Polnischen Krieges von 1672. Das Tagebuch lässt sich in vier Kapitel einteilen: die Einleitung, der Bericht über den Zug nach Kamaniçe, eine Bewertung des Krieges und eine kritische Betrachtung des Rückzugs.
In der Einleitung fasst Hacı Ali die politische Situation der Jahre 1671 und 1672 zusammen, den Konflikt zwischen Polen und Osmanen wegen der Herrschaft über das Kosakengebiet, den Winterfeldzug Halil Paşas († 1685), des Kommandanten von Özü (Otschakiw), um dem Hetman Petro Doroschenko († 1676) Hilfe zu bringen. In den folgenden Kapiteln beschreibt er die militärischen Vorbereitungen des Krieges, listet die Provinz-Truppen aus Anatolien und Rumelien auf und berichtet über den Prediger des Sultans (saltanat va cizi) Vani Mehmed Efendi († 1687), der in Bursa die Truppen durch eine Ansprache begeistern soll. Sultan  Mehmed IV. kommt bei Edirne zum Heer, der Aufbruch verzögert sich aber wegen der Jagdleidenschaft des Herrschers um 27 Tage. Hacı Ali gibt eine genaue Beschreibung des Anmarschweges und der Überquerung der Donau und des Pruth, wo der Sultan eine Truppenparade abhält. Truppen aus dem Fürstentum Walachei und dem Khanat der Krim stoßen zum Heer, das nun nach Kamaniçe marschiert. Nach Einnahme der Festung wird bald darauf der (Vor-)Frieden von Bucaş (Butschatsch) zwischen Osmanen und Polen geschlossen.
Der Chronist nennt alle Stationen (menzil) des Feldzuges, die Jagdausflüge des Sultans, Straßenzustand und Wetter, die Verproviantierung des Heeres, sogar die an Würdenträger verliehenen Geschenke und die Soldzahlungen an die Soldaten. Er liefert damit einen detaillierten Bericht über ein militärisches Unternehmen der Osmanen im 17. Jahrhundert.
Das Manuskript von Fethname-i Kamaniçe befindet sich in der Bibliothek der Süleymaniye-Moschee, Lala Ismail Efendi, Nr. 308.